# Eupithecia mutata
Eupithecia mutata är en fjärilsart som beskrevs av Richard F. Pearsall 1908. Eupithecia mutata ingår i släktet Eupithecia och familjen mätare. Inga underarter finns listade i Catalogue of Life.